# Storstrømmen

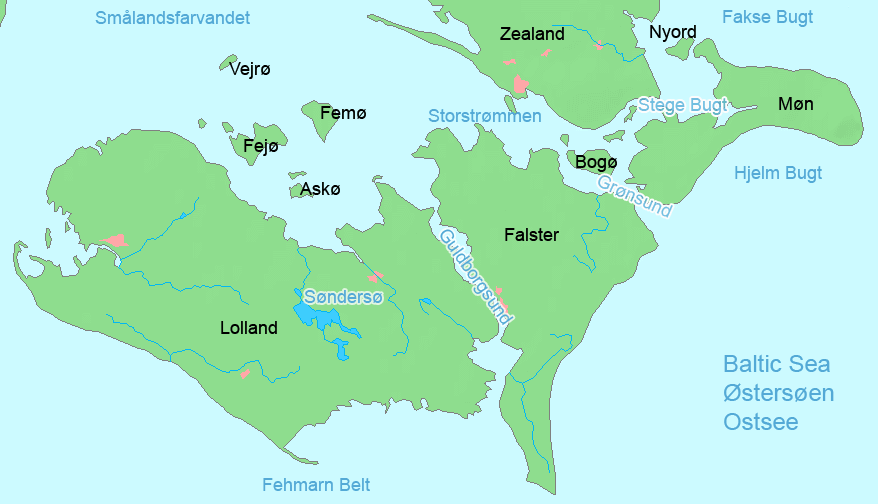
Storstrømmen mellan Falster och Själland.

Storstrømmen är ett danskt sund mellan Falster och Själland. Det korsas av Storstrømsbron och Faröbroarna.
På Själlandssidan av sundet går farlederna Kalve Strøm och Færgestrøm, 
Det före detta amtet Storstrøms Amt fick sitt namn efter detta sund.